# Morderstwo rodziny McStay
Morderstwo rodziny McStay – morderstwo na amerykańskiej rodzinie,  której ciała zostały znalezione na pustyni w pobliżu Victorville w Kalifornii 13 listopada 2013. Rodzina zniknęła z domu w Fallbrook 4 lutego 2010 w nieznanych okolicznościach. Jej zniknięcie było szeroko rozpowszechnione w krajowych mediach oraz w serwisach America’s Most Wanted, Disappeared, Nancy Grace i Unsolved Mysteries. 7 listopada 2014 Policja ogłosiła, że aresztowała Charlesa "Chase’a" Merritta, partnera biznesowego Josepha McStaya i zamierza oskarżyć go o morderstwo. W maju 2018 data procesu została ustalona na lipiec 2018. Po licznych zmianach planowanej daty 7 stycznia 2019 w hrabstwie San Bernardino odbyło się pierwsze posiedzenie sądowe w tej sprawie. 10 czerwca 2019 Charles Merritt został uznany za winnego morderstwa rodziny McStay, a 21 stycznia 2020 został skazany na karę śmierci.

## Tło wydarzeń
W 2010 Joseph McStay (lat 40) i jego żona Summer (43 lata) mieszkali w Fallbrook w Kalifornii, z synami o imionach Gianni (4 lata) i Joseph Jr. (3 lata). Joseph posiadał i zarządzał Earth Inspired Products, firmą, która budowała dekoracyjne fontanny, a Summer była licencjonowanym agentem nieruchomości, jednak w chwili zniknięcia zajmowała się domem. Rodzina zniknęła wkrótce po przeprowadzce do nowego lokum.

## Zniknięcie
4 lutego 2010 o godzinie 19:47  system nadzoru sąsiadów rodziny przechwycił dolne 18 cali pojazdu, który uznany został za Isuzu Troopera z 1996 należącego do rodziny McStay. W nagraniu z monitoringu nie można było zobaczyć pasażerów pojazdu.  O godzinie 20.28 z telefonu komórkowego Josepha McStaya zadzwoniono do jego wspólnika, Chase’a Merritta. Ten jednak go nie odebrał. Merritt powiedział później policji, że zignorował to, ponieważ oglądał film. Telefon Josepha skontaktował się z wieżą w Fallbrook.
Przez następne kilka dni rodzina McStay bezskutecznie próbowała się z nimi skontaktować. 13 lutego brat Josepha, Michael McStay, udał się do rezydencji McStay i po znalezieniu otwartego okna na tyłach wszedł do domu. Michael McStay nie znalazł żadnego z członków rodziny, a ich dwa psy były na podwórku. 15 lutego mężczyzna zadzwonił do San Diego Sheriff's Department  i zgłosił zaginięcie brata oraz jego rodziny. Oficerowie przybyli do domu i zażądali nakazu przeszukania, wykonanego w dniu 19 lutego 2010. Mimo że po przeszukaniu domu nie znaleziono śladów walki pojawiły się oznaki pośpiesznego wyjazdu: na blacie zostawiono opakowanie surowych jaj, a obok kanapy stały dwie dziecięce miski z popcornem.
Podczas śledztwa policja dowiedziała się, że o godzinie 11 po południu 8 lutego samochód rodziny został odholowany z parkingu centrum handlowego w San Ysidro w San Diego, w pobliżu granicy z Meksykiem. Przypuszczano, że był tam zaparkowany między 5:30 a 7:00 wieczorem. Lokalizacja samochodu od 4 lutego do 8 lutego jest nieznana.

## Odnalezienie szczątków
11 listopada 2013 motocyklista znalazł cztery ludzkie ciała pochowane w dwóch płytkich grobach na pustyni w pobliżu Victorville w Kalifornii. Patrick McStay, ojciec Josepha, został poinformowany o odkryciu i zatelefonował do adwokata z Jerrie Dean of Missing Persons of America, by powiedzieć jej, co wie. Jerrie Dean oświadczyła na swoim blogu, że właśnie skończyła produkować audycję radiową dla KNSJ, kiedy odebrała telefon i zapytała, czy może powiedzieć swoim uczniom, co jej powiedział. Dwa dni później dwa ciała zostały oficjalnie zidentyfikowane jako Joseph i Summer McStay. Służby znały, że według nich rodzina zmarła w wyniku urazów zadanych w ich domu, ale odmówiły omówienia szczegółów śmierci, lub motywu.
Kilka dni po odkryciu ciał ojciec Josepha McStaya powiedział, że śledztwo Departamentu Szeryfa w San Diego było źle przeprowadzone. W 2013 złożył formalne skargi.

## Reakcja i śledztwo
Okoliczności otaczające zniknięcie rodziny i brak wskazówek na temat ich miejsca pobytu spowodowały spekulacje ze strony amatorskich detektywów. Radiowiec, Rick Baker, opublikował książkę No Goodbyes: The Mysterious Guappance of the McStay Family. Baker zaczął śledzić sprawę w 2013, po rozmowie z bratem Josepha, Michaelem w swoim programie. Przeprowadził dziesiątki wywiadów w tej sprawie (podróżował do Belize, Meksyku, Haiti i Republiki Dominikańskiej), relacjonował obserwacje rodziny. W książce spekulował, że Summer McStay mogła popełnić morderstwa. Kiedy znaleziono ciała, zaoferował zwrot pieniędzy tym, którzy kupili jego książkę przed listopadem 2013.
Po ich zniknięciu spekulowano, że rodzina wyjechała dobrowolnie, ponieważ badacze znaleźli wyniki wyszukiwania na komputerach rodziny takie jak Jakie dokumenty są potrzebne dzieciom podczas podróży do Meksyku? i lekcje języka hiszpańskiego. Ponieważ ich samochód został znaleziony tak blisko meksykańskiej granicy, policja przeanalizowała materiał z monitoringu bramy dla pieszych prowadzącej do Meksyku. Wideo nagrane 8 lutego wieczorem i wydane 5 marca, ukazało czteroosobową rodzinę przypominającą rodzinę McStay przekraczającą granicę z Meksykiem. 19 lutego 2010 policja w Kalifornii powiadomiła Interpol o poszukiwaniu rodziny. W kwietniu 2013 San Diego County Sheriff's Department ogłosił, że wierzy, że McStay podróżował do Meksyku dobrowolnie. Niepotwierdzone obserwacje rodziny odnotowano w Meksyku i innych krajach, utrwalając nadzieje, że są oni bezpieczni. Krewni McStay wątpili, że wyruszyli do Meksyku, mówiąc, że Joseph i Summer unikali wyjeżdżania z kraju z powodu zagrożenie bezpieczeństwa spowodowane przez ostatnie wojny narkotykowe. Inni krytycy teorii zauważyli, że McStay mieli ponad 100 000 dolarów na rachunkach bankowych, nie wybierali funduszy przed wyjazdem, a ich rachunki były nietknięte po ich zniknięciu. Siostra Summer powiedziała, że paszport Summer był nieaktualny. Chociaż obywatele USA mogą wjechać do Meksyku bez paszportu, aby ponownie wjechać do kraju należy go mieć przy sobie.
Summer była znana pod wieloma imionami. Urodzona jako Virginia Lisa Aranda, znana była również jako Summer Martelli, Summer Aranda-Martelli, Lisa Aranda, Lisa Martelli i Lisa Aranda-Martelli. W wywiadzie telewizyjnym matka potwierdziła, że Martelli było nazwiskiem ojczyma Summer. W artykule z 25 lutego 2010  Dennis Brugos potwierdził, że Summer McStay używała różnych imion, w tym jej ojczyma, Martelli, chociaż nigdy nie została przez niego adoptowana. Członkowie rodziny upierali się, że zmiana imienia jest tylko aspektem choroby psychicznej Summer.
Śledczy i opinia publiczna skupili się również na partnerze biznesowym McStaya o imieniu Chase Merritt, który był ostatnim znanym człowiekiem, który miał kontakt z Josephem McStayem i który jako pierwszy zauważył jego zniknięcie. Według zebranych materiałów Merritt miał wyroki skazujące za kradzież i zatrzymanie skradzionej własności. Jego ostatnie oskarżenie o przestępstwo w 2001 dotyczy kradzieży sprzętu do spawania i wiercenia o wartości 32 000 USD z San Gabriel Valley Ornamental Iron Works w Monrovii w Kalifornii. Znajomy Merritta powiedział reporterowi z San Diego: Myślę, że policja powinna obserwować go i każdego, kto jest z nim związany.
W 2013 Merritt przyznał, że spędził ponad godzinę z Josephem McStayem w dniu zaginięcia rodziny. Merritt, który podobno był ostatnią osobą, do której McStay dzwonił ze swojej komórki, również powiedział, że zdał test przeprowadzony wariografem i nie wiedział nic, co mogłoby pomóc w rozwiązaniu tajemnicy zniknięcia rodziny. Ojciec Josepha, Patrick, zapytany, czy uważał Merritta za podejrzanego powiedział: Muszę wierzyć w Chase’a, ponieważ muszę wierzyć w mojego syna, wierzę, że on (Joseph McStay) zaufał Chase’owi i uwierzył w Chase’a. Czy myślę, że Chase jest zaangażowany? Nie sądzę, i mam nadzieję, że nie.
W styczniu 2014  Merritt powiedział, że może napisać książkę o rodzinie, twierdząc, że Summer miał problemy z gniewem i że Joseph był chory przez jakiś czas przez tajemniczą dolegliwość. Rodzina Josepha McStaya potwierdziła, że Joseph cierpiał na niewyjaśnioną chorobę, a Summer była zaborcza wobec męża, ale sugestia Meritta została uznana za bezzasadną. Patrick powiedział: Naprawdę wierzę, że kochała mojego syna.
W 2013 lokalne wiadomości poinformowały, że uznano byłego chłopaka Summer, Vicka W. Johansena, za osobę zainteresowaną tą sprawą. Rodzina zaginionych wierzyła, że wiadomości elektroniczne udowadniają jego obsesję na punkcie Summer na wiele lat po zakończeniu związku. San Diego Police Department nie odniósł się do tych doniesień.

## Aresztowanie
W dniu 5 listopada 2014 detektywi z departamentu szeryfa hrabstwa San Bernardino aresztowali Chase’a Merritta w związku ze śmiercią rodziny McStay, po odkryciu, że jego DNA znajdowało się na kierownicy samochodu. Jego aresztowanie zostało ogłoszone 7 listopada 2014. Merrittowi zostały postawione cztery zarzuty morderstwa, a prokurator okręgowy zażądał kary śmierci. W lipcu 2015 adwokat Merritt złożył wniosek o umorzenie sprawy ze względu na treść użytą przez prokuraturę w momencie wniesienia oskarżenia.
Zgodnie z oświadczeniami o aresztowaniu złożonymi w sprawie, autopsje wykazały, że wszystkie cztery ofiary zostały pobite na śmierć tępym przedmiotem, a śledczy uważają, że bronią morderstwa był młot o wadze 3 kg, który znaleziono w grobie zawierającym resztki Summer McStay i jednego z jej synów. Badacze zeznali, że wierzyli, że ofiary torturowano, zanim te zostały zabite.
Prokuratorzy twierdzą, że Merritt miał problem z hazardem i zabił rodzinę dla zysku finansowego. Powiedzieli, że w dniach po morderstwie utworzył czeki w wysokości ponad 21 000 USD z konta biznesowego Josepha McStaya, a następnie wyruszył do pobliskich kasyn, gdzie stracił tysiące dolarów
Proces został opóźniony, ponieważ Merritt wielokrotnie zwalniał swoich adwokatów lub próbował reprezentować samego siebie. Do lutego 2016 miał pięciu adwokatów.
W styczniu 2018 konferencja została ustalona na 23 lutego. Obrońca Merritta złożył wniosek w Sądzie Najwyższym w San Bernardino w dniu 7 kwietnia 2018, twierdząc, że dokumenty biznesowe i księgowe Josepha McStaya są tak zwanymi dowodami Hearsay, a więc są niedopuszczalne. 4 maja proces został zaplanowany na lipiec. Proces ruszył ostatecznie przed sądem w San Bernardino 7 stycznia 2019, obie strony przedstawiły tego dnia swoje stanowiska. 10 czerwca 2019 ława przysięgłych uznała Merritta za winnego morderstwa rodziny McStay. 24 czerwca 2019 ława przysięgłych zarekomendowała skazanie Merritta na karę śmierci. 27 września 2019 odbyła się rozprawa, w trakcie której jeden z obrońców wspomniał o rzekomym konflikcie ze swoim klientem. Jego charakter nie został wyjawiony. Drugi z obrońców stwierdził, że nie zachodził konflikt między nim a oskarżonym, jednak poparł przesunięcie w czasie momentu wydania wyroku. Zaplanowano przesłuchanie stron na 1 listopada, a termin rozprawy wyznaczono na 13 grudnia 2019. Wyrok został ostatecznie wydany 21 stycznia 2020. Charles Merritt został skazany na karę śmierci.